# Rhopalocerus mirei
Rhopalocerus mirei es una especie de coleóptero de la familia Zopheridae.

## Distribución geográfica
Habita en Camerún.